# Milimari
Milimari (ou Milmari) est une localité du Cameroun située à proximité du lac Tchad, dans le département du Logone-et-Chari et la Région de l'Extrême-Nord. Elle fait partie de la commune de Fotokol et du canton de Makari. Selon les sources, on distingue Milimari I et Milimari II.

## Population
Lors du recensement de 2005, on a dénombré 147 habitants à Milimari I et 182 à Milimari II.